# New
New är ett musikalbum av Paul McCartney. Albumet, som är hans sextonde studioalbum, utgavs den 14 oktober 2013 av skivbolaget Hear Music. Det var hans första album sedan 2007 års Memory Almost Full där alla låtar var nyskrivna. Inför albumet kunde McCartney inte bestämma sig för vilka av de fyra producenterna Mark Ronson, Ethan Johns, Paul Epworth och Giles Martin han skulle använda sig av, och han valde istället att ta med låtar producerade av dem alla.

## Låtlista
(alla låtar komponerade av McCartney)
1. "Save Us" - 2:39
2. "Alligator" - 3:27
3. "On My Way to Work" - 3:43
4. "Queenie Eye" - 3:47
5. "Early Days" - 4:07
6. "New" - 2:56
7. "Appreciate" - 4:28
8. "Everybody Out There" - 3:21
9. "Hosanna" - 3:29
10. "I Can Bet" - 3:21
11. "Looking at Her" - 3:05
12. "Road" ("Scared" räknas här med som gömt spår) - 7:39

## Listplaceringar
- Billboard 200, USA: #3[2]
- UK Albums Chart, Storbritannien: #3[3]
- Danmark: #2[4]
- VG-lista, Norge: #1[5]
- Sverigetopplistan: #9[6]